# اضطراب عصبي
أمراض الجهاز العصبي تضر بعض الأمراض والإصابات بالجهاز العصبي. ويصعب إصلاح محاوير الجهاز العصبي المركزي بعد تلفها الكبير. ولكن يمكن لبعض الأعصاب في الجهاز العصبي المحيطي استرداد وظيفتها إذا كان الضرر طفيفًا.
تتجمع معظم العَصبونات التي تؤدِّي وظيفة محددة في منطقة واحدة من الدماغ. وبسبب هذا الانتظام التجميعي الذي يسمى توضيع الوظيفة، فإن العطب أو الضرر الجزئي في الدماغ، لا يؤدي إلا لفقدان تلك الوظائف المسؤول عنها ذلك الجزء. ولكن قد يصدف أن تتولى بعض الأجزاء السليمة من الدماغ عمل تلك الأجزاء التالفة مؤدية إلى ما يُسمى باستعادة الوظيفة.
والسكتة الدماغية. من أخطر اضطرابات الجهاز العصبي، وتحدث عندما يتوقف سريان الدم إلى بعض أجزاء الدماغ، مما يؤدي لموت الخلايا العصبية وعدم القدرة ـ الدائمة أو المؤقتة ـ على أداء بعض الوظائف مثل الكلام أو تحريك الأطراف. وقد يموت الإنسان في حالة تلف مراكز التحكم في التنفس أو أية وظيفة حيوية أخرى.
ومن أمراض الجهاز العصبي المعدية الشائعة بعض الإصابات الفيروسية البسيطة التي تستمر لأيام قليلة فقط مسببة الصداع أحيانًا. ولكن هنالك أيضًا بعض الأمراض الخطرة مثل التهاب الدماغ والتهاب السحائي تسببها بعض البكتيريا، والفيروسات والميكروبات الأخرى
ويُصاب الجهاز العصبي أيضًا بمرض التصلب المتعدد وهو غير معروف السبب ويؤدي لفقدان الأغشية الميلينية للمحاوير في الجهاز العصبي المركزي، مما يُبطل قدرتها على توصيل الدفعات العصبية بصورة جيدة.
وكذلك يصاب الجهاز العصبي المركزي بمرض الصَّرْع الذي تحدث فيه اختلاجات عضلية قد تكون مصحوبة بتغيير أو فقدان مؤقت للوعي. وتحدث النوبات الصرعية عند انبثاق عدد هائل من الدفعات العصبية من بعض العَصبونات في أحد مناطق الدماغ. ويصف الأطباء بعض الأدوية للتقليل من هذه النوبات أو منعها نهائيًا.
وإضافة لهذا فقد يصاب الجهاز العصبي بمرض شلل الأطفال الذي يسببه فيروس شلل الأطفال. وهو يتلف العَصبونات الحركية في النخاع الشوكي وجذع الدماغ مؤدية بذلك إلى الشلل في بعض الأحيان. ولكن بعد اكتشاف لقاحات هذا المرض وتطويرها قلت الإصابة به.
وتؤدي اضطرابات الجهاز العصبي إلى بعض الأمراض العقلية أو إلى إعاقة ذهنية

## الأعراض
علي الرغم من أن الدماغ والحبل الشوكي محاطة بأغشية صعبه محاطة في عظام الجمجمة والفقرات الشوكية ومعزولة كيميائياً بواسطة حاجز الدم للدماغ فهي عرضة جداً إذا ما تعرض للخطر. الأعصاب تميل إلى الاستلقاء عميقا تحت الجلد ولكن لا يزال يمكن أن تصبح عرضة للتلف. الخلايا العصبية الفردية، والدوائر العصبية والأعصاب التي تشكل هي عرضة للاضطرابات الكهروكيميائية والهيكلية. قد يحدث التجدد العصبي في الجهاز العصبي المحيطي وتغلب علي أو العمل حول الإصابات إلى حد ما، قد تكون نادرة في الدماغ والحبل الشوكي.
```
الأعراض المحددة للمشاكل العصبية يمكن أن تشمل الاضطرابات الوراثية وتشوهات خلقية أو اضطرابات والعدوى ونمط الحياة أو مشاكل الصحة البيئية بما في ذلك سوء التغذية وإصابات الدماغ وإصابات النخاع الشوكي وإصابة العصب وحساسية الغلوتين (مع أو بدون تلف في الأمعاء أو أعراض الجهاز الهضمي).).
[
6
]
[
7
]
 وقد أبلغ عن التسمم المعدني، حيث تتراكم المعادن في جسم الإنسان ويعطل العمليات البيولوجية، للحث على المشاكل العصبية، على الأقل في حاله الرصاص. ق.
[
8
]
```

هناك أقلية من حالات الأعراض العصبية، لا يمكن تحديد أي سبب العصبية باستخدام إجراءات الاختبار الحالية، ومثل هذه الظروف "مجهول الهوية"